# Distratto (EP)
Distratto —en español: Distraído— es el extended play debut de la cantante italiana Francesca Michielin. Fue lanzado el 24 de enero de 2012 en Italia, a través de Sony Music Entertainment Italia. El EP alcanzó el puesto #9 en las listas de éxitos de Italia.

## Lanzamiento
El lanzamiento del extended play en Italia contiene 4 canciones, a diferencia de la versión física que incluye 6 canciones en total: su sencillo debut homónimo («Distratto»), escrita por Elisa y Roberto Casalino, y tres versiones interpretadas por Michielin durante su participación en X Factor Italia, «Whole Lotta Love» de la banda de rock británica Led Zeppelin, «Someone like You» de la cantautora británica Adele y «Higher Ground» del artista estadounidense Stevie Wonder.
La versión física del disco fue lanzada el 24 de enero de 2012 e incluía dos versiones adicionales: «Roadhouse Blues» de la banda norteamericana The Doors y «Confusa e felice» de la cantante italiana Carmen Consoli.
El sencillo «Distratto» fue publicado como el sencillo principal del EP el 6 de enero de 2012, después de haber ganado la quinta temporada de la versión italiana de X Factor. La canción alcanzó el puesto #1 en la lista de sencillos de Italia.

## Lista de canciones
| Versión digital |                    |                                                                      |          |  |
| N.º             | Título             | Escritor(es)                                                         | Duración |  |
| 1.              | «Distratto»        | Elisa Toffoli, Roberto Casalino                                      | 4:14     |  |
| 2.              | «Whole Lotta Love» | John Bonham, Willie Dixon, John Paul Jones, Jimmy Page, Robert Plant | 4:04     |  |
| 3.              | «Someone like You» | Adele Adkins, Dan Wilson                                             | 4:36     |  |
| 4.              | «Higher Ground»    | Stevie Wonder                                                        | 3:09     |  |

| Versión en disco compacto |                    |                |          |  |
| N.º                       | Título             | Escritor(es)   | Duración |  |
| 5.                        | «Roadhouse Blues»  | Jim Morrison   | 3:45     |  |
| 6.                        | «Confusa e felice» | Carmen Consoli | 3:01     |  |
| 22:55                     |                    |                |          |  |

## Posiciones en las listas
| Lista (2012)  | Máxima posición |
| ------------- | --------------- |
| Italia (FIMI) | 9               |

## Lanzamiento
| País   | Fecha de lanzamiento | Formato(s)       | Discográfica                   |
| ------ | -------------------- | ---------------- | ------------------------------ |
| Italia | 24 de enero de 2012  | Descarga digital | Sony Music Entertainment Italy |

## Créditos
- Francesca Michielin – voz, coros
- Francesco Cainero – bajo
- Elisa – piano
- Cristiano Norbedo – teclados, programación
- Andrea Rigonat – guitarra acústica, guitarra eléctrica, programación
- Andrea Fontana – Batería (instrumento musical)|batería]], percusión